# Ноуъл Рединг
Дейвид Ноуъл Рединг (на английски: David „Noel“ Redding; 25 декември, 1945 – 11 май, 2003) е английски рок китарист, известен най-вече като басист на групата The Jimi Hendrix Experience.

## Ранни години
Роден е на 25 декември 1945 година в град Фолкстоун, Англия. На 9-годишна възраст започва да свири на цигулка в училище, на 12 години – на мандолина, на 14 години си купува акустична китара за 12 долара, а след година – черно-бяла електрическа китара.
Първите му изяви на сцената са в младежкия клуб „Hythe“ към езиковата гимназия „Харви“, където той учи. Ранните вдъхновения за него са изпълнителите Бъди Холи, Клиф Ричард и братята Евърли. 18 месеца по-късно, през 1961 г., Рединг напуска гимназията и сформира първата си група заедно с басиста Джон Андрюс, а на 17-годишна възраст вече свири по заведения в Шотландия и Германия като китарист в групите The Burnettes и The Loving Kind.

## The Jimi Hendrix Experience
През септември 1966 година мениджърите Майкъл Джефри и Чаз Чандлър пускат обява за музиканти, които да сформират нова група. Ноел Рединг се явява на прослушването за мястото на китарист, но това, което му е спестено от мениджърите, е че групата се сформира около новодошлия в Англия виртуозния американски китарист Джими Хендрикс. Известният вече Хендрикс харесва 20-годишния китарист с буйна къдрава коса и двамата с Чаз Чандлър му предлагат ролята на басист в групата, което Ноел приема. По-късно към групата се присъединява и Мич Мичъл като барабанист. Мениджмънтът решава името на групата да бъде The Jimi Hendrix Experience.
Само за няколко месеца съшествуване групата превзема музикалния пазар на Острова благодарение на дивия и иновативен стил на Хендрикс и хитовете „Hey Joe“, „Purple Haze“ и „The Wind Cries Mary“.
В следващите 2 години от живота на Рединг са натоварени със записи на нови албуми и непрестанни турнета с Experience. Групата издава първия си албум „Are You Experienced?“ през май 1967 година, а през декември следва новият албум „Axis: Bold as Love“. С времето Рединг развива качествата си на басист, свирейки по-сложни рифове. В допълнение поема роля, подобна на Джон Ентуисъл.
Въпреки успеха Рединг не е доволен от ролята си в групата. През 1968 година Experience се местят в Ню Йорк, където отношенията му с Джими Хендрикс охладняват поради липсата на свобода в студиото и разминаване във времето за записи на албума „Electric Ladyland“. За разлика от Хендрикс, който работи в неопределно време (понякога в ранните часове на деня), Рединг спазва стриктния режим и записва своите части през деня. Това разминаване води до много песни, включени в албума, в които Рединг не взема участие. Въпреки това песента му Little Miss Strange, която изпява сам, е включена като знак на признание от страна на Хендрикс.
Издаден през октомври 1968 година, албумът става хит. Experience са на върха на класациите в САЩ, но на следващата година през април 1969 година неразбирателството между Хендрикс и Рединг достига връхна точка. Ноел напуска след „Denver Pop Festival“, малко преди Хендрикс да разпадне Experience. Година по-късно мениджърът на групата Майкъл Джефри ги събира за втори и последен път заедно. Резултатът от това е едно-единствено интервю за списание Rolling Stone. Няколко седмици по-късно Ноел Рединг напуска, като е заменен от приятеля на Хендрикс Били Кокс.

## След Experience
Въпреки раздялата Ноуъл Рединг и Джими Хендрикс остават приятели. След напускането си Рединг сформира своята собствена група „Fat Matress“ (Дебел матрак). Хендрикс по време на едно от редките си участия редом с новата група на Рединг на шега ги назовава Thin Pillow (Тънка възглавница).
След Experience Рединг така и не успява да се наложи с новите си групи – Fat Matress, хевиметъл групата Road и Noel Redding Band. През 1972 година се оттегля от музикалния бизнес и се мести да живее в Ирландия. В автобиографията си „Are You Experienced?“ Рединг споделя разочарованието си от това, че не е възнаграждаван от продажбите на албумите на The Jimi Hendrix Experience. Рединг продава бас китарата, на която свири по време на престоя си в групата.
През годините Рединг взема участие в няколко турнета и записва за други изпълнители, най-известна от които Phish през 1993 година.
На 12 май 2003 г. Ноуъл Рединг е намерен мъртъв в дома си в Ирландия. Той е на 57 години. Местните хора в Арфийлд поставят плоча в негова памет.
През 2004 година компанията „Experience Henrix“, която държи правата над записите на The Jimi Hendrix Experience, издава компилация „The Experience Sessions“. Тя включва 2-те авторски песни на Рединг – She's So Fine и Little Miss Strange, както и редица неиздавани дотогава песни, на които той е автор. Повечето от песните са изоставен материал от записите на „Axis: Bold as Love“ и „Electric Ladyland“, в които Рединг свири предимно на китара, а Хендрикс на бас (включително и изпълнение на живо на Red House).

## Дискография
The Loving Kind
Сингли:
- „Accidental Love“/"Nothing Can Change This Love"
- „I Love The Things You Do“/"Treat Me Nice"
- „Ain't That Peculiar“/"With Rhyme And Reason"

The Jimi Hendrix Experience
- Are You Experienced? (1967)
- Axis: Bold as Love (1967)
- Electric Ladyland (1968)
- Smash Hits (1968)
- Radio One (1989)

Fat Mattress
- Fat Mattress (1969)
- Fat Mattress II (1970)

Сингли:
- „Naturally“/"Iridescent Butterfly"
- „Magic Lanterns“/"Bright New Way"
- „Highway“/"Black Sheep Of The Family"

Road
- Road (1972)

Noel Redding Band (или The Clonakilty Cowboys)
- Clonakilty Cowboys (1975)
- Blowin (1976)

Сингли:
- „Roller Coaster Kids“/"Snowstorm"
- „Take It Easy“/"Back On The Road Again"